# Sound of Metal
Pour plus de détails, voir Fiche technique et Distribution.
Sound of Metal (littéralement « Son du métal »), ou Le son du silence au Québec, est un film américain coécrit et réalisé par Darius Marder, sorti en 2019.
Il est sélectionné et présenté en avant-première mondiale au festival international du film de Toronto en septembre 2019, ainsi que dans de nombreux festivals.

## Synopsis
Ruben et Lou forment un couple d'artistes vivant en marge des villes dans un camping-car. Ils sillonnent les États-Unis pour y donner des concerts de noise rock underground, elle derrière le micro et lui derrière sa batterie. Un jour, lors d'un concert, Ruben n'entend plus qu’un faible bourdonnement. Le diagnostic du médecin tombe : il sera bientôt totalement sourd. Le batteur est totalement anéanti. Il tombe peu à peu dans la dépression et dans ses anciennes addictions. Ruben et Lou vont alors devoir prendre une décision difficile qui va bouleverser leur avenir.

## Fiche technique
- Titre original et français : Sound of Metal
- Titre québécois : Le son du silence
- Réalisation : Darius Marder
- Scénario : Abraham Marder et Darius Marder, d'après une histoire de Derek Cianfrance et Darius Marder
- Musique : Nicolas Becker et Abraham Marder
- Décors : Tara Pavoni et Ruth Peeters
- Costumes : Megan Stark Evans
- Photographie : Daniel Bouquet
- Montage : Mikkel Nielsen
- Production : Sacha Ben Harroche et Bert Hamelinck
- Production déléguée : Dickey Abedon, Corentin De Saedeleer, Derek Cianfrance, Kirt Gunn, Fredric King et Dimitri Verbeeck[pertinence contestée]
- Société de production : Caviar Company
- Sociétés de distribution : Amazon Studios (États-Unis), Tandem (France)
- Pays d'origine :  États-Unis
- Langue originale : anglais
- Format : couleur
- Genre : drame
- Durée : 130 minutes
- Dates de sortie :
  - Canada : 6 septembre 2019 (Festival de Toronto)
  - France : 5 septembre 2020 (Festival de Deauville), 16 juin 2021 (en salles)
  - États-Unis : 20 novembre 2020 (sortie limitée en salles)

## Distribution
- Olivia Cooke : Lou
- Riz Ahmed : Ruben, le batteur
- Paul Raci (en) : Joe
- Lauren Ridloff : Diane
- Mathieu Amalric : Richard Berger
- Michael Tow (en) : le pharmacien
- Tom Kemp (VF : Laurent Claret) : Dr. Paysinger

## Production
Le scénario s'inspire de Metalhead, un docufiction inachevé de Derek Cianfrance datant de 2009, dans lequel le batteur d'un couple de musiciens de heavy metal devient peu à peu sourd. Le couple Gazelle Amber Valentine et Edgar Livengood du groupe Jucifer sont engagés pour jouer leurs propres rôles mais le projet n'aboutit finalement pas. Derek Cianfrance demande alors à Darius Marder, qui avait coscénarisé son film The Place Beyond the Pines (2012), de reprendre le projet pour réaliser son propre film qui prend le titre de Sound of Metal et constitue ainsi son premier long métrage.
Le financement du film a été long à mettre en place et le duo d'acteurs initiaux prévu dès 2016 – Matthias Schoenaerts et Dakota Johnson, – n'ont pu tenir leurs engagements. Ils sont finalement remplacés par Olivia Cooke et Riz Ahmed dans les rôles principaux.
Le tournage a lieu en 2018 dans le Grand Boston (principalement à Ipswich), mais aussi à Anvers.
Le réalisateur Darius Marder a souhaité rendre le film accessible à tous les publics, notamment aux personnes sourdes ou malentendantes. Ainsi, toutes les projections doivent être sous-titrées, incluant des descriptions sonores,. Inversement, la langue des signes américaine n'est pas sous-titrée, tant que Ruben ne l'a pas apprise.

## Distinctions

### Récompenses
- Oscars 2021 :
  - Meilleur montage
  - Meilleur son
- Œil d'or du Festival du film de Zurich 2019[13]

### Nominations
- Golden Globes 2021 : Meilleur acteur dans un film dramatique pour Riz Ahmed
- Oscars 2021 : 
  - Meilleur film
  - Meilleur acteur pour Riz Ahmed
  - Meilleur acteur dans un second rôle pour Paul Raci
  - Meilleur scénario original

### Sélection
- Festival du cinéma américain de Deauville 2020 : compétition officielle